# 阿达色林
阿达色林（INN：adatanserin；开发代号：WY-50,324、SEB-324）是一种混合的5-HT1A受体部分激动剂以及5-HT2A和5-HT2C受体拮抗剂。惠氏公司试图将其开发为抗抑郁药，但最终没有得到推广。
阿达色林已被证明对缺血引起的谷氨酸兴奋毒性具有神经保护作用，这种作用似乎是通过阻断5-HT2A受体介导的。